# مایکل نیدر
مایکل نِـیدر (انگلیسی: Michael Nader؛ زادهٔ ۱۹ فوریهٔ ۱۹۴۵ – درگذشتهٔ ۲۳ اوت ۲۰۲۱) بازیگر اهل ایالات متحده آمریکا بود.
از فیلم‌ها یا برنامه‌های تلویزیونی که وی در آن نقش داشته‌است، می‌توان به آبی، دودمان و گریخت اشاره کرد.